# Senna aristeguietae
Senna aristeguietae är en ärtväxtart som beskrevs av Howard Samuel Irwin och Rupert Charles Barneby. Senna aristeguietae ingår i släktet sennor, och familjen ärtväxter. Inga underarter finns listade i Catalogue of Life.